# Остара (свято)
Остара (також Еостра) — свято весняного рівнодення в деяких сучасних язичницьких традиціях. Термін походить від реконструкції, зробленої лінгвістом Якобом Гріммом, стосовно старовірської форми староанглійського слова «Ēostre», англосаксонської богині, на честь якої влаштовувалися свята в місяць, названий на її честь, який відповідає квітню в юліанському календарі. Це свято, відоме як Албан Ейлір (Alban Eilir) в різних гілках неодруїдизму, це свято є другим із трьох весняних свят (середина між Імболком і Белтейном), під час якого світло та темрява знову знаходяться в рівновазі, і світло починає переважати. Це час нових початків і подальшого прокидання життя від зимової сплячки.

## Походження
Остара (богиня) — давня західногерманська богиня весни, на честь якої також називався місяць весняного рівнодення (квітень). Першим висловив припущення про існування цієї богині монах Біда Високоповажний, таким чином він намагався пояснити англійську назву Великодня (англ. Easter). В XIX столітті вчені намагалися пов'язати народні великодні звичаї з дохристиянськими традиціями шанування Остари. У святкуванні Остари часто застосовуються подібні до Великодня символи, зокрема писанки та зайці або кролики.

## Традиції святкування
Остару святкували як початок нового року та відродження життя. Відповідно до старовинних звичаїв, повернення Остари з підземного царства вшановували за допомогою невеликих пшеничних булочок і фарбованих яєць, які символізували нове життя. Розписування яєць також було давньою язичницькою традицією, пов'язаною з Еострою. Яйця символізували родючість і прикрашалися магічними символами, використовуючись в ритуалах родючості як обід Богині.